# Universal City (Metro de Los Ángeles)
Universal City es una estación subterránea en la línea B del Metro de Los Ángeles y es administrada por la Autoridad de Transporte Metropolitano del Condado de Los Ángeles. La estación se encuentra localizada en Lankershim Blvd y  Campo de Cahuenga Way justo en la entrada de Universal Studios Hollywood en Hollywood, California.

## Conexiones de autobús
Servicios del Metro
- Metro Local: 150, 155, 224, 240
- Metro Rapid: 750